# Carole Pateman
Carole Pateman (Sussex, 11 december 1940) is een Brits feminist en politiek theoreticus. Ze staat bekend als critica van de liberale democratie en is sinds 2007 lid van de British Academy.

## Biografie
Pateman werd geboren in Sussex en ging naar een grammar school die ze op haar zestiende verliet. Ze begon in 1963 bij Ruskin College, Oxford, ging naar de Lady Margaret Hall, en werd lector in politieke theorie aan de University of Sydney in 1972. Ze heeft wereldwijd gewerkt en gewoond.
Ze ontving een doctorsgraad aan de University of Oxford. Ze doceerde sinds 1990 als hoogleraar bij de faculteit voor politieke wetenschappen aan de University of California at Los Angeles (UCLA). Hier is ze nu emeritus honorair hoogleraar. Pateman was van 1991 tot 1994 de eerste vrouwelijke voorzitter van de International Political Science Association. Ze werd in 2007 benoemd tot Fellow van de British Academy. In 2010 en 2011 was ze voorzitter van de American Political Science Association. Ze is ook een honorair hoogleraar aan de Cardiff University School of European Studies.
Ze gaf in 2001 een onderzoekslezing aan de UCLA en is een fellow aan de American Academy of Arts and Sciences, de British Academy en de UK Academy of Social Sciences. 
Ze is meermaals onderscheiden en ontving eredoctoraten aan de Australia National University, de National University of Ireland en de Helsinki University. In 2012 ontving ze de Johan Skytte Prize voor politieke wetenschap.